# Husnicioara
Husnicioara – wieś w Rumunii, w okręgu Mehedinți, w gminie Husnicioara. W 2011 roku liczyła 267 mieszkańców.